# Cholet-Pays de Loire 2010
Cholet-Pays de Loire 2010 est la 33e édition de cette course cycliste sur route masculine. Elle a eu lieu le 21 mars 2010. Elle est remportée au sprint par le Colombien Leonardo Duque, de l'équipe Cofidis.

## Classement final
|    | Coureur            | Pays     | Équipe                       |    | Temps           |
| -- | ------------------ | -------- | ---------------------------- | -- | --------------- |
| 1  | Leonardo Duque     | Colombie | Cofidis                      | en | 4 h 52 min 33 s |
| 2  | Matthieu Ladagnous | France   | La Française des jeux        | +  | m.t.            |
| 3  | Klaas Lodewyck     | Belgique | Topsport Vlaanderen-Mercator |    | m.t.            |
| 4  | Cédric Pineau      | France   | Roubaix Lille Métropole      |    | m.t.            |
| 5  | Romain Feillu      | France   | Vacansoleil                  |    | m.t.            |
| 6  | Kevyn Ista         | Belgique | Cofidis                      |    | m.t.            |
| 7  | Florian Vachon     | France   | Bretagne-Schuller            |    | m.t.            |
| 8  | Davy Commeyne      | Belgique | Landbouwkrediet              |    | m.t.            |
| 9  | Jimmy Casper       | France   | Saur-Sojasun                 |    | m.t.            |
| 10 | Andrea Piechele    | Italie   | CarmioOro-NGC                |    | m.t.            |